# دانشگاه بیلر

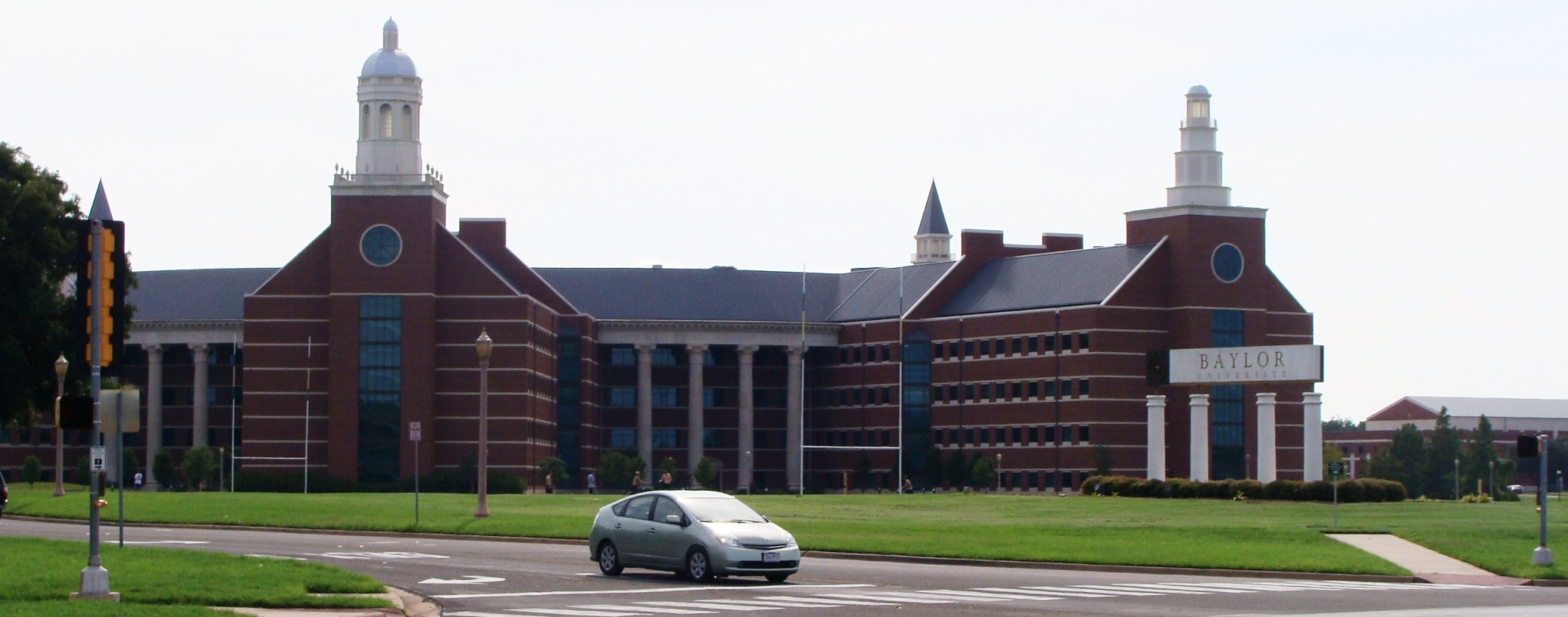
یکی از ساختمان‌های دانشکده علوم دانشگاه، اثری از گروه بک

دانشگاه بِیلِر (به انگلیسی: Baylor University) یک دانشگاه تحقیقاتی خصوصی در شهر ویکو واقع در ایالت تگزاس آمریکا است که در سال ۱۸۴۵ میلادی بنیان‌گذاری شده‌است.

## نگارخانه

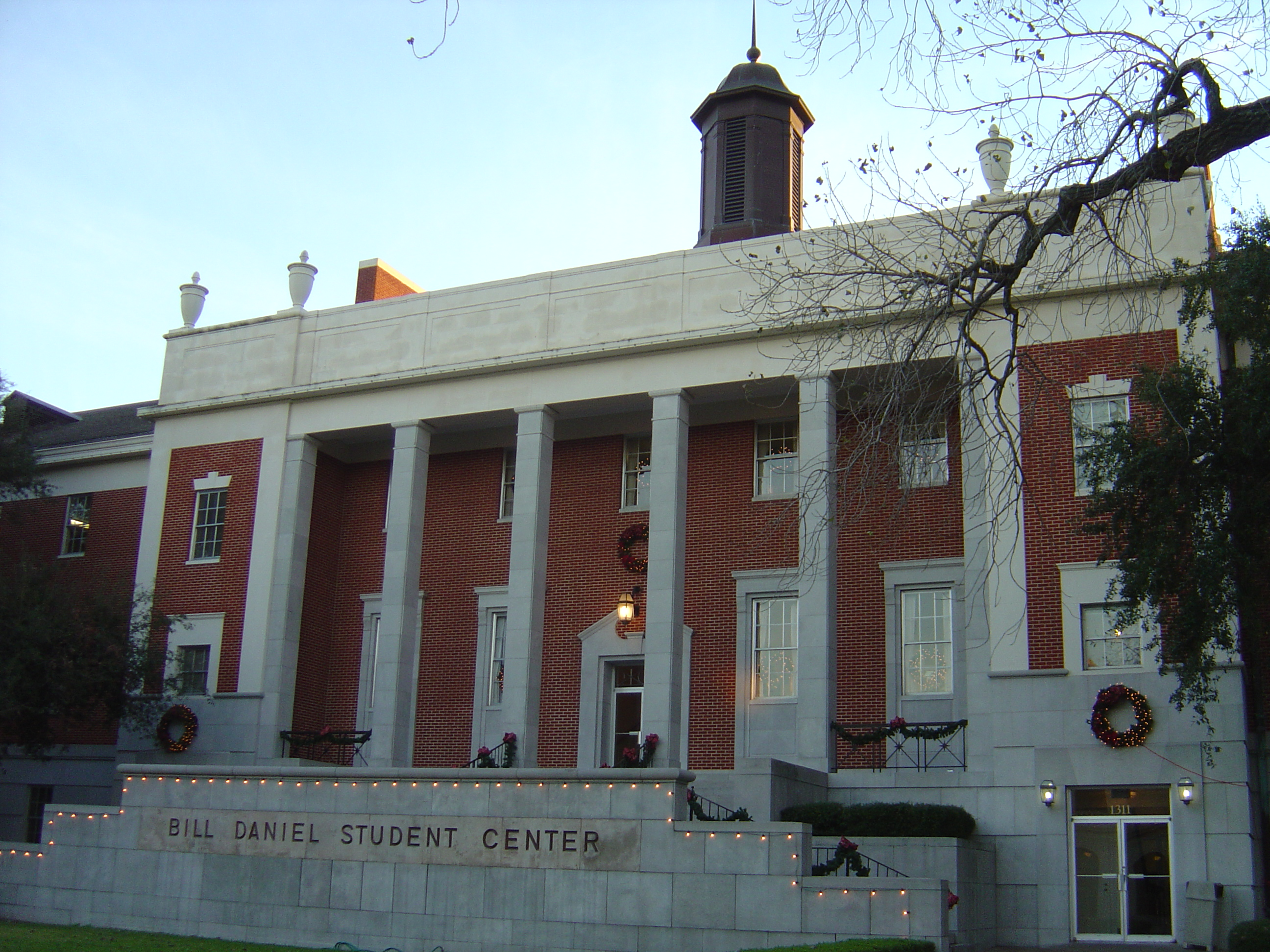
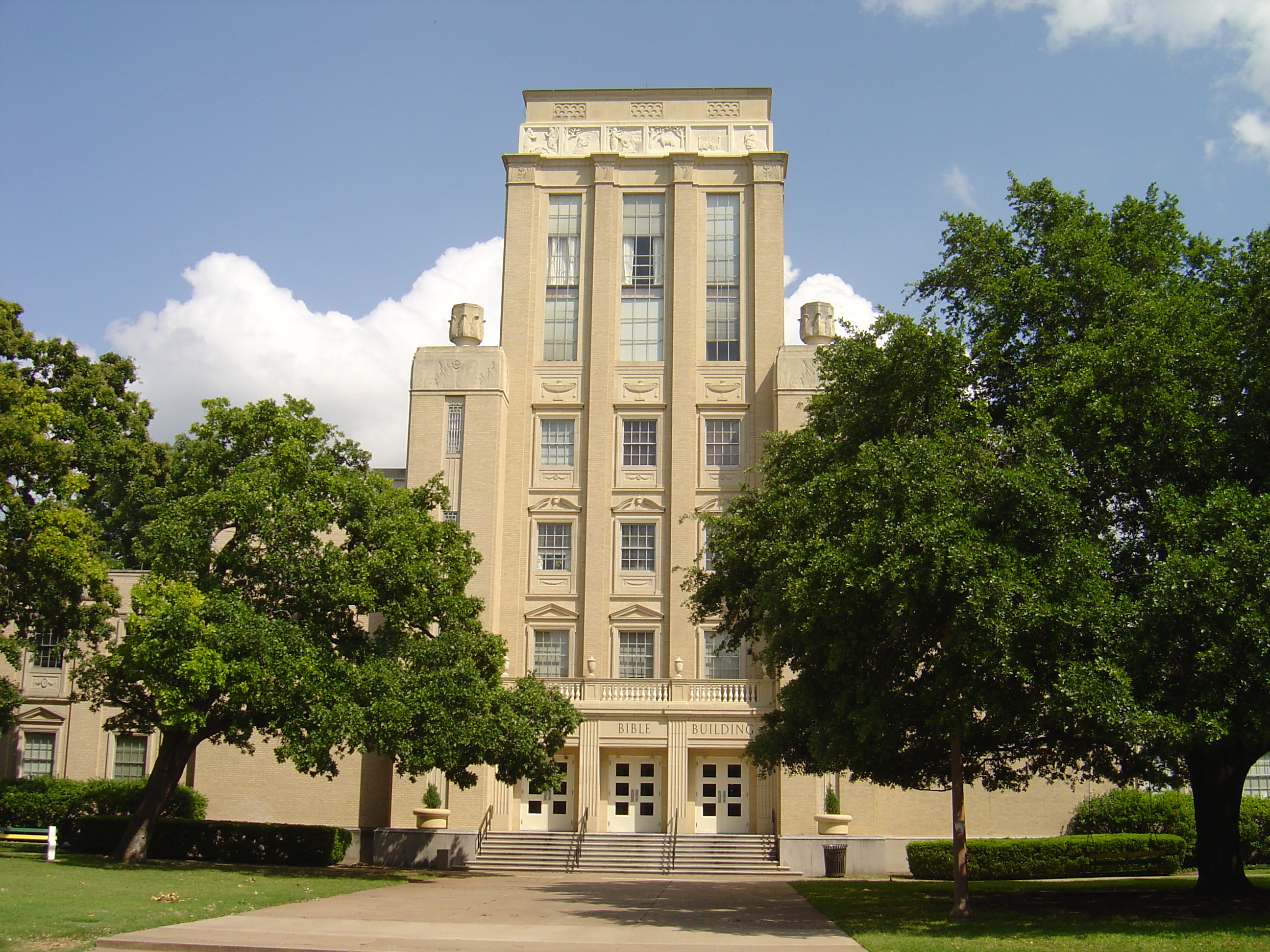
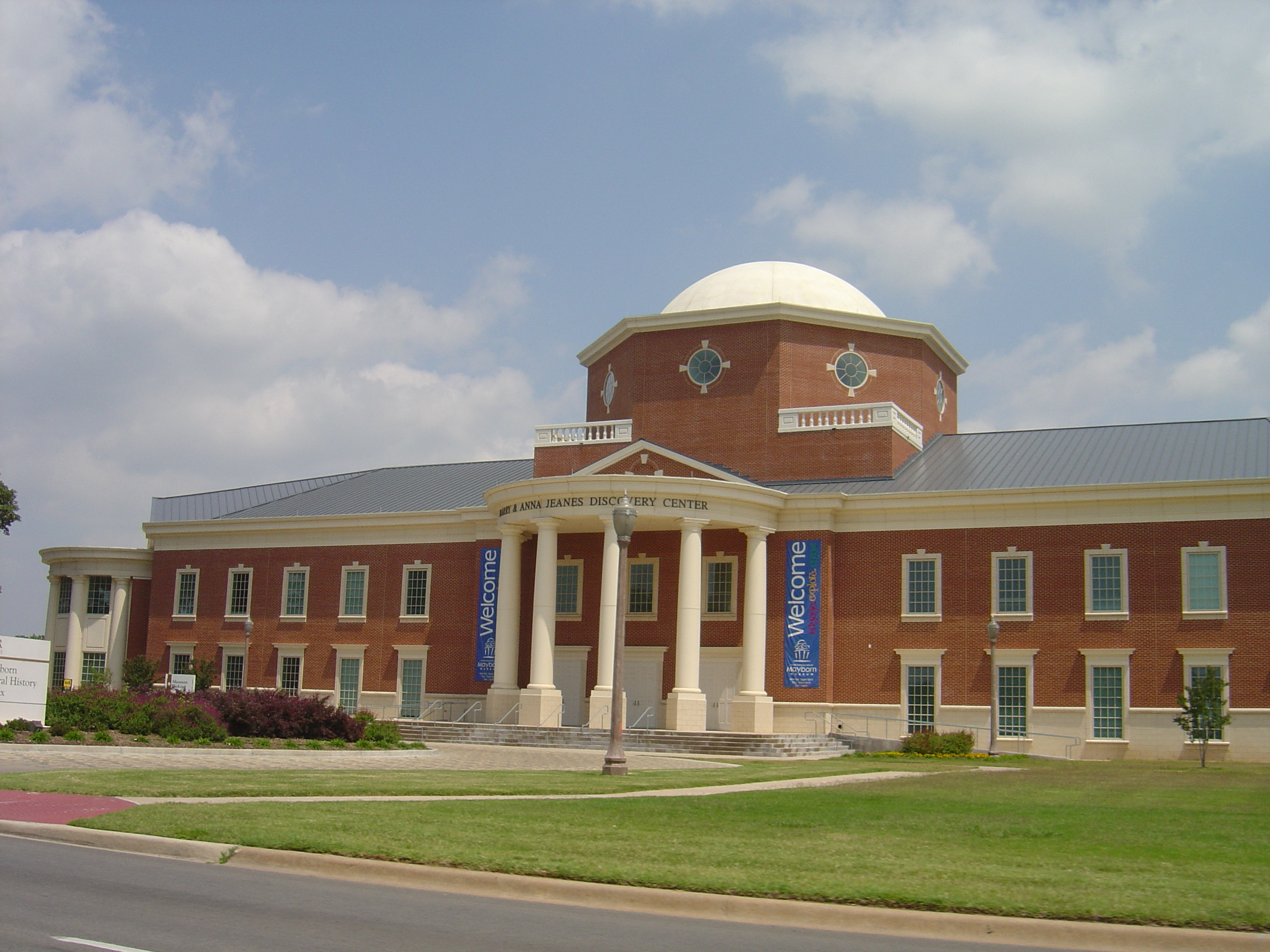